# Букшань (Вилча)
Букшань, Букшані (рум. Bucșani) — село у повіті Вилча в Румунії. Входить до складу комуни Іонешть.
Село розташоване на відстані 154 км на захід від Бухареста, 30 км на південний захід від Римніку-Вилчі, 66 км на північний схід від Крайови, 140 км на південний захід від Брашова.

## Населення
За даними перепису населення 2002 року у селі проживали 486 осіб. Рідною мовою 484 особи (99,6%) назвали румунську.
Національний склад населення села:
| Національність | Кількість осіб | Відсоток |
| -------------- | -------------- | -------- |
| румуни         | 477            | 98,1%    |
| цигани         | 7              | 1,4%     |